# Dan Brouillette

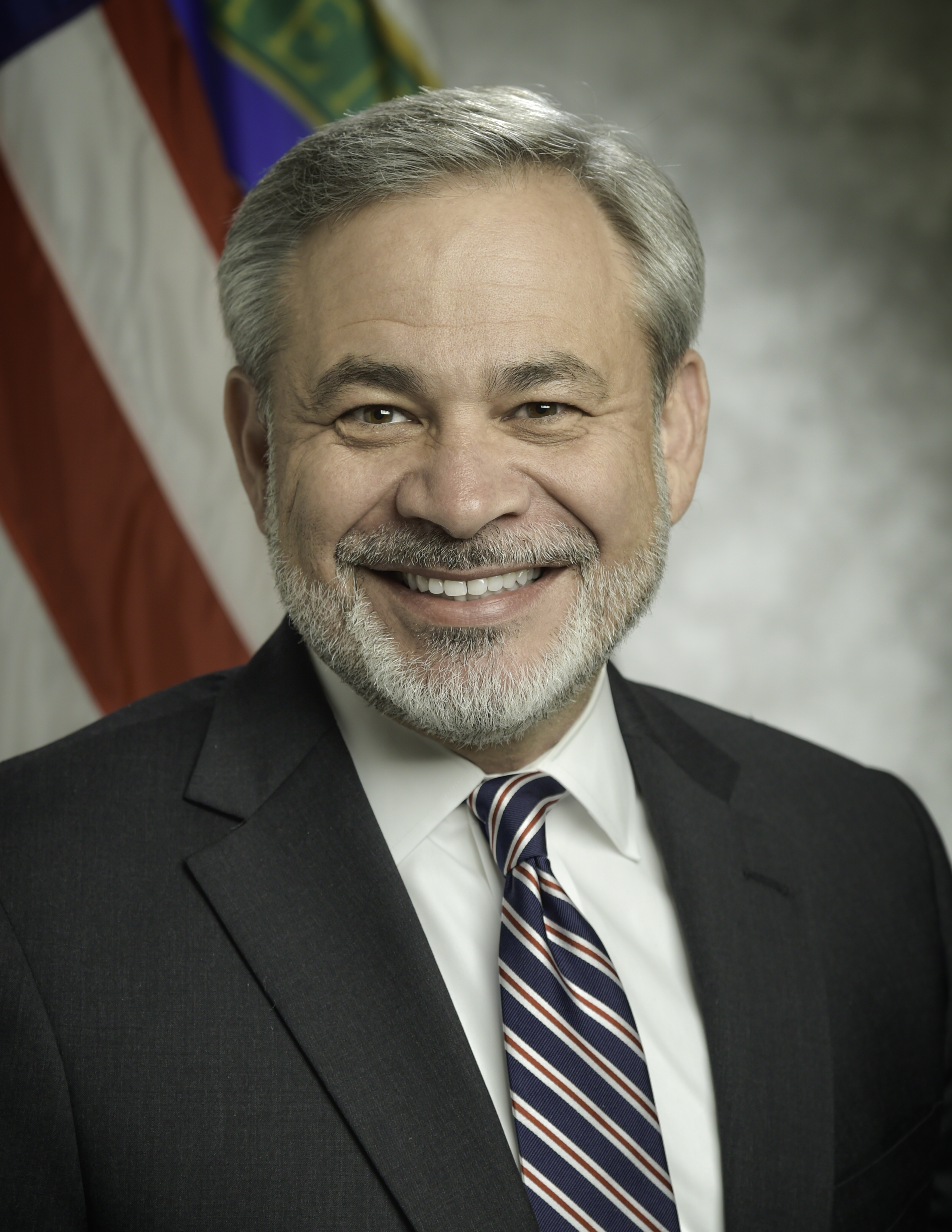
Dan Brouillette (2017)

Danny Ray Brouillette (* 18. August 1962 in Paincourtville, Louisiana) ist ein US-amerikanischer Politiker der Republikanischen Partei und Unternehmer.  Er war vom 4. Dezember 2019 – 20. Januar 2021 Energieminister der Vereinigten Staaten unter Präsident Donald Trump (Kabinett Trump I). Zuvor war er seit August 2017 stellvertretender Energieminister.

## Leben
Dan Brouillette ist Absolvent der Universität in Maryland. Er ist verheiratet und Vater von neun Kindern, die alle Zuhause unterrichtet wurden. Er und seine Frau sind Veteranen der U.S. Army. Er wohnt in San Antonio.

## Laufbahn
Nach seinem Dienst bei der United States Army war Brouillette von 1989 bis 1997 als Mitarbeiter des Abgeordneten Billy Tauzin tätig. Von 1997 bis 2000 war er Vizepräsident des Beratungsbüros R. Duffy Wall & Associates. Brouillette war von 2001 bis 2003 stellvertretender Sekretär für Kongress- und Regierungsangelegenheiten im US-Energieministerium unter Präsident George W. Bush. Anschließend war er Stabschef von Billy Tauzin und von 2003 bis 2004, als Tauzin den Vorsitz im Ausschuss führte, auch Stabschef des Ausschusses für Energie und Handel. Brouillette war an den Handwerksbestimmungen des Energiegesetzes von 2005 beteiligt, insbesondere in Bezug auf das Bürgschaftsprogramm des Ministeriums für Energiedarlehen und die Bundesgenehmigung für die Ein- und Ausfuhr von flüssigem Erdgas. Von 2004 bis 2006 war Brouillette Vizepräsident bei der Ford Motor Company und leitete die innenpolitischen Teams des Unternehmens. Er war auch Mitglied des North American Operating Committee von Ford. Im Jahr 2006 wurde Brouillette als Leiter der öffentlichen Ordnung und Vizepräsident bei der United Services Automobile Association eingestellt, die Finanzdienstleistungen für Personen und Familien anbietet, die beim US-Militär dienen oder dienten. Von 2013 bis 2016 war Brouillette auch Mitglied des State Mineral and Energy Board von Louisiana.
Am 3. April 2017 gab Präsident Donald Trump bekannt, dass er Brouillette zum stellvertretenden US-Energieminister im US-Energieministerium ernennen werde. Brouillette wurde am 3. August 2017 vom US-Senat bestätigt. Er wurde als stellvertretender Minister für Energie am 8. August 2017 vereidigt.
Am 18. Oktober 2019 gab Präsident Trump bekannt, dass er Brouillette zum US-Energieminister ernennen werde. Der amtierende Minister Rick Perry hatte angekündigt, bis Ende des Jahres zurückzutreten. Am 7. November 2019 nominierte Präsident Trump Brouillette offiziell und sandte seine Nominierung an den Senat. Perry trat am 1. Dezember 2019 offiziell als Energieminister zurück, was Brouillette zum amtierenden Minister machte, da seine Ernennung vor dem US-Senat noch ausstand. Am nächsten Tag, dem 2. Dezember, bestätigte der Senat seine Nominierung mit 70-15 Stimmen. Brouillette wurde am 11. Dezember 2019 offiziell vereidigt. Seine Amtszeit als Minister endete mit der Vereidigung des neuen Präsidenten Joe Biden am 20. Januar 2021.